# 立岡耕造
立岡 耕造（たつおか こうぞう、7月13日 - ）は、日本の男性声優。東京都出身。

## 来歴
尚美ミュージックカレッジ専門学校、アクセント附属養成所シャイン7期生卒業。以前はアクセントに所属していた。

## 人物
趣味は徘徊。特技はものまね、人の血液型を当てること。

## 出演作品
※太字はメインキャラクター

### テレビアニメ
- BLEACH（2011年、不良）
- べるぜバブ（2011年、アシッド鈴木）
- 探検ドリランド -1000年の真宝-（2013年、チンピラ）
- ハイキュー!!（2014年、白戸選手B）

### ドラマCD
- ラジオドラマ傑作選 シャーロック・ホームズ「死んだ悪女」（判事）
- 不遜で野蛮（山本）
- 宮沢賢治「銀河鉄道の夜 〜Nokto de la Galaksia Fervojo〜」（車掌）

### 吹き替え

#### 映画
- オン・ザ・ハイウェイ その夜、86分（ドナル〈アンドリュー・スコット〉）
- ワープ トゥ ヘル（スレイド）

#### ドラマ
- WITHOUT A TRACE/FBI 失踪者を追え!
- CSI:マイアミ6
- CHASE チェイス/逃亡者を追え!（ルーク・ワトソン〈ジェシー・メトカーフ〉）
- マッドメン5（マイケル・ギンズバーグ）
- 不良〈ヤンキー〉ですね（チョン・ワンジュン〈ツーホン〉）

#### アニメ
- アルティメット・スパイダーマンシリーズ（サム・アレキサンダー / ノヴァ）
  - アルティメット・スパイダーマン ウェブ・ウォーリアーズ
- 絶叫キャンプ レイクボトム（バットスクアット）
- ちいさなプリンセス ソフィア（ヘンリー卿）
- ライオン・ガード（ブッシュバック）

### CM

#### テレビ
- ストリートの道（テレビ東京）
- デコとも

#### ラジオ
- 地養卵
- ワコール
- 東武動物公園

### ラジオ番組
- のびちぢみ学園.com